# Perla comstocki
Perla comstocki är en bäcksländeart som beskrevs av Wu, C.F. 1937. Perla comstocki ingår i släktet Perla och familjen jättebäcksländor. Inga underarter finns listade i Catalogue of Life.